# Nan Merriman
Nan Merriman   (Pittsburgh, 28 d'abril de 1920 - Los Angeles, 22 de juliol de 2012) va ser una mezzosoprano operística nord -americana.
Nascuda a Pittsburgh, Pennsilvània, va actuar amb el seu germà pianista, Vic (J. Victor) O'Brien (més tard president del Banc Nacional de Pittsburgh), en cafès i clubs de sopars a la zona de Pittsburgh. Va estudiar cant a Los Angeles amb Alexis Bassian i Lotte Lehmann. Als vint anys estava cantant a les bandes sonores dels films de Hollywood i va ser aquí on va ser descoberta per Laurence Olivier. Va escollir Merriman per acompanyar-lo amb la seva dona, l'actriu Vivien Leigh, en una gira de l'obra Romeo i Julieta, on ella va interpretar diverses cançons durant els canvis d'escenari.
La seva veu va ser usada en dues pel·lícules de Jeanette MacDonald, primer en un cor a Maytime (1937), després en un breu sol al principi de Smilin 'Through (1941).
Merriman va cantar molts papers tant en viu com a la ràdio sota la batuta d'Arturo Toscanini entre 1944 i 1953, mentre era director de l'Orquestra Simfònica de la NBC. Entre els rols que va cantar amb ell, van ser Maddalena en l'Acte IV de Rigoletto de Verdi, Emilia en Otello, Mistress Page Falstaff del mateix autor i el paper dels pantalons dOrfeo en l'Acte II de Gluck's Orfeo ed Euridice i també va cantar en el seu primer i únic enregistrament d'estudi de la Novena Simfonia de Beethoven, amb l'Orquestra Simfònica NBC, el 1952. També va ser presentada com Dorabella en 1956, a La Scala de Così fan tutte de Mozart, que va ser dirigit pel protector de curta vida de Toscanini, Guido Cantelli.
Merriman va ser la primera cantant per gravar Mahler Das Lied von der Erde dues vegades, la gravació en ambdues ocasions amb el tenor Ernst Haefliger i la Orquestra del Concertgebouw. La gravació de 1957 va ser dirigida per Eduard van Beinum per al segell "Philips", mentre que l'enregistrament de 1963 va ser dirigida per Eugen Jochum per a "Deutsche Grammophon". Aquesta última gravació va estar guardonada amb el Gran Premi del disc de l'Acadèmia Charles Cros.
Merriman va ser especialment ben rebuda als Països Baixos, on es va conèixer i es va casar amb el tenor holandès Tom Brand, un vidu amb diversos nens. Es va retirar de la realització per tenir cura de la família el 1965. Brand va morir el 1970. Després de créixer els nens, va mantenir residències a Hawaii i Califòrnia. Va morir a casa seva a Los Angeles el 22 de juliol de 2012 de causes naturals, amb 92 anys.